# 楕円体状変光星
楕円体状変光星または回転楕円体変光星 (Rotating ellipsoidal variables) は、変光星の分類の一つ。非常に接近した連星系が楕円体状の形状を成しており、光を放出する領域の形状が観測者から変化して見えることにより、公転周期に合わせて光度が変化するものである。ただし、食を起こしているものではない。光度変化の幅は可視光領域で0.1等級を超えない。
典型例としておとめ座のスピカが挙げられる。